# Dalaj núr
Dalaj núr je mělké bezodtoké slané jezero v Číně (Vnitřní Mongolsko) v rovině východní Gobi. Obvykle jeho rozloha dosahuje 20 km².

## Pobřeží
Břehy jsou nízké, otevřené, většinou zbavené rostlinstva

## Vodní režim
Ústí do něj Chler-chuan-che. V letech s velkým množstvím vody podstatně roste jeho rozloha a voda se stává sladkou. V suchých letech jezero vysychá a mění se ve slanisko.